# 게르트 안테스
게르트 안테스(독일어: Gerd Antes, 1949년 7월 30일 ~ )는 독일의 수학자이자 생물통계학자로 독일 내 근거중심의학의 선구자로 여겨지고 있다.

## 생애
게르트 안테스는 1969년에서 1976년까지 브라운슈바이크 공과대학교에서 전기공학과 수학을 전공해 수학 석사가 되었고 브레멘 대학교에서 생존 데이터에 대한 분석으로 박사 학위를 취득했다. 이후 그는 통계학과 바이오메트릭스 전문가로 브레멘 대학교, 프라이부르크 대학교 및 베를린의 제약 회사인 셰링 (Schering AG)에서 일했고, 1980년부터 이듬해까지는 잠시 베를린과 브레멘에서 교사로서 수학과 물리학을 가르쳤다. 1982년 안테스는 프라이부르크 대학교로 복귀하여 2018년까지 의학통계학·정보의학 연구소에 있었고 중간에 종양생물학과에 속한 임상약학 연구소로 2년간 적을 옮겼으며 의학 분야에 대한 공로를 인정받아 2012년에 의학부의 명예교수직을 수여받았다. 1997년부터 2018년 10월까지는 독일 코크란 센터장으로 있었다.
안테스는 1998년 독일 근거중심의학 네트워크의 창설에 기여했고 2000년에서 2006년까지 그 곳의 이사회 멤버였다. 2005년에는 국가 임상시험 등록부 이니셔티브의 대변인으로 활동했다.
그는 로버트 코흐 연구소의 예방 접종 상임위원회 (STIKO)를 비롯한 수많은 국가의 학술위원회의 멤버였고 초과학의 과학적 조사를 위한 협회 (GWUP)의 초대에 응해 발표를 하기도 했다.

## 영예
게르트 안테스는 2009년 독일 의사협회에서 메달을 수여받았고 2019년에는 독일 근거중심의학 네트워크 (DNEbM)의 명예회원으로 추대되었다.

## 연구 중점
- 학문에 기초한 독일 보건의료 구상의 개발과 이행
- 독일 코크란 센터의 건설과 발전
- 체계적 리뷰와 메타분석을 위한 방법론
- 연구 성과의 현실 의료 적용에 관한 경험주의
- 빅데이터, 맞춤의학, 디지털화